# Christian Gálvez Montero
Christian Gálvez Montero (Móstoles, 19 de maig de 1980) és un presentador de televisió, actor i escriptor espanyol.

## Biografia
Va iniciar estudis de Magisteri i Filologia Anglesa, però mai els va finalitzar. Si bé ja amb anterioritat havia encaminat els seus passos cap al món de l'espectacle. Els seus començaments professionals es van situar en la interpretació, debutant en la pantalla petita amb 15 anys en un paper episòdic de la sèrie Médico de familia, al que seguirien igualment papers sense continuïtat an La casa de los líos (1996) o Al salir de clase (1998). Més tard passà a labors de presentador de televisió, conduint els espais Verano noche, Humor a toda marcha i l'infantil Desesperado Club Social entre 1999 i 2002. A més va ser actor de doblatge del videojoc Little Big Planet. Va començar a cobrar major notorietat a causa de la seva participació com a reporter en el programa d'humor Caiga quien caiga (2005-2007), emès per Telecinco i presentat per Manel Fuentes.
Després de deixar CQC, va ser escollit per Telecinco per a presentar, des del 16 de juliol de 2007, el concurs Pasapalabra, format fins llavors emès per Antena 3 en el qual va rellevar Jaime Cantizano. Durant els més d'onze anys amb Gálvez al capdavant, el programa s'ha mantingut com un dels de major audiència a Espanya i ha obtingut diferents premis televisius, com l'Ondas (2008) i alguns TP d'Or. Gálvez ha compaginat la seva labor a Pasapalabra amb la presentació d'altres programes, sempre a Telecinco: el reality show Operación Tony Manero (2008); el concurs de descobriment de talents Tú sí que vales (2008-2013); o els debats dels reality shows  Supervivientes (2009-2011), El Reencuentro (2011) i Acorralados (2011).

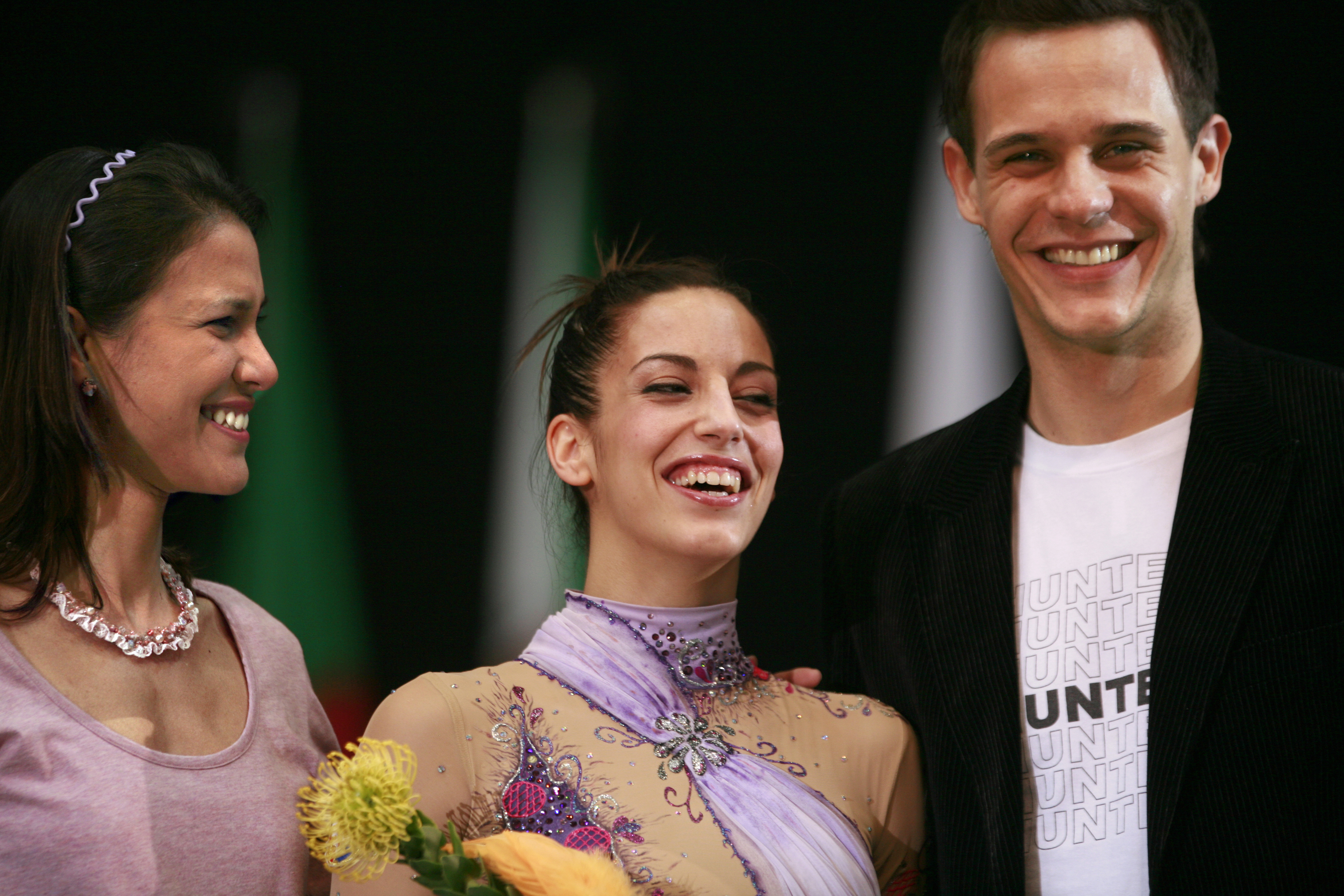
Christian junt a Almudena Cid en la Copa del Món de Portimão (2008).

En 2010 va publicar amb l'editorial Espasa el llibre Sin-vergüenzas por el mundo, en el que narra les seves experiències com a reporter. En 2011 va reprendre la seva carrera com a actor i va rodar a les ordres d'Antonio del Real, junt amb Jaydy Michel i Blanca Jara, la pel·lícula Ni pies ni cabeza. Aquest mateix any va publicar el seu segon llibre amb Espasa, Que la historia te acompañe, en el qual narra fets i anècdotes històriques. L'11 d'abril de 2013 va publicar Tienes talento: cómo sacar lo mejor de ti mismo de la mano de Leonardo da Vinci amb l'editorial Encoratja, on mescla la vida i obra del geni florentí amb el concepte de coach. Aquest any també va començar a col·laborar com a especialista de cinema de superherois en la revista ACCION Cine-Vídeo-Tele. El 2 d'abril de 2014 publicà la novel·la històrica Matar a Leonardo da Vinci amb l'editorial Suma de Letras. El llibre ha venut més de 50.000 exemplars, sent publicat a Espanya, Xile, l'Argentina, Mèxic, Portugal i Sèrbia. Al maig de 2014 va entrar a formar part de la Acadèmia de les Ciències i les Arts de Televisió d'Espanya i des d'aquest mateix any va llançar la col·lecció infantil El pequeño Leo da Vinci amb l'editorial Alfaguara, constant d'11 volums fins al moment. El 17 de març de 2016 va publicar Rezar por Miguel Ángel, segon volum de les Crónicas del Renacimiento. Així mateix, sol exercir de conferenciant per a empreses basades en la motivació i en la cerca de talent. En 2017, després de publicar Leonardo da Vinci: cara a cara, fou nomenat membrr del Leonardo DNA Project, com a especialista en Leonardo da Vinci, pel que acudirà a l'exhumació, la recuperació del seu ADN i la reconstrucció facial del pintor.
Al juliol de 2015 va presentar en Telecinco el programa ¡Vaya fauna!, un talent show en el que concursaven diferents animals i llurs amos. Després de l'estrena de ¡Vaya fauna! diverses organitzacions animalistas van criticar el format de l'espai, en mostrar a animals d'espècies no domesticades que haurien rebut suposadament un ensinistrament basat en el maltractament físic. El presentador Frank Cuesta va publicar un vídeo a YouTube d'àmplia difusió titulat «Mensaje para Christian Gálvez», en el qual donava suport a la postura d'aquestes associacions, considerant que el programa promovia el maltracte animal. En aquest vídeo, Cuesta va sol·licitar Gálvez que es manifestés públicament en contra del format de ¡Vaya fauna!. Després del vídeo i la resta de crítiques, tant Mediaset com Christian s'han continuat manifestant a favor del format del programa.
Gálvez ha presentat a més la Gala Internacional de Gimnàstica Rítmica Euskalgym a les seves edicions de 2016 i 2017, que van tenir lloc al pavelló Fernando Buesa Arena de Vitòria.

## Vida personal
Nascut a Móstoles, la seva mare és natural de La Línea de la Concepción (Cadis). Gálvez, després d'haver-ho sol·licitat expressament en el seu programa de televisió, va ser protagonista dels esdeveniments del 140 aniversari de la fundació de la ciutat gaditana, celebrats en 2010. Aquest any va ser designat pregoner de la Vetllada i Festes i va rebre el carnet de soci honorífic de la Real Balompédica Linense.
En 2007 Christian va conèixer Almudena Cid Tostado a Pasapalabra, programa que presentava llavors i al qual va ser convidada. Després de sortir durant tres anys, es van casar el 7 d'agost de 2010 en una finca de Torrelodones (Comunitat de Madrid). L'alcalde de Móstoles (Comunitat de Madrid), ciutat natal de Gálvez, va ser l'encarregat de casar-los. Christian va ser també parella sentimental de la model veneçolana Veruska Ramírez de 2005 a 2006.

## Controvèrsies
Al desembre de 2018, amb motiu de la presència de Gálvez al capdavant de l'exposició d'art Leonardo da Vinci: los rostros del genio, el Comitè Espanyol d'Història de l'Art (CEHA) el va acusar de intrusisme professional, no només a causa de la seva participació en ella sense ser historiador qualificat, sinó també per propagar «una idea sense calat científic» sobre Leonardo. Elisa Ruiz, catedràtica de paleografia de l'assessorament de la qual es presumia en l'exposició, va negar la seva implicació en la iniciativa de Gálvez i va corroborar l'opinió del col·lectiu.
En resposta a aquestes crítiques, Gálvez va argumentar que el seu ofici era el de divulgador i comunicador i que aquests eren precisament els rols que ocupavaa Los rostros del genio, i va enarborar les seves credencials en gestió d'exposicions per la Universitat Europea Miguel de Cervantes. També va afirmar que l'objectiu del certamen era expressament divulgatiu i no científic, i que així i tot estava avalat per diversos catedràtics i associacions relacionades amb la figura de l'inventor. La periodista Carme Chaparro va mostrar el seu suport a Gálvez, notant que la seva presència —i conseqüent polèmica, que va quadruplicar les visites a l'exposició— havia estat vital per a l'èxit de Los rostros del genio, i concloent que els membres del comitè «haurien de donar-li les gràcies i no queixar-se» per la seva labor. La direcció de la Biblioteca Nacional d'Espanya, una de les dues seus de la exposicion, va indicar que des de la inauguració s'ha produït un increment en la resta d'exposicions de l'entitat, potser a causa de la controvèrsia provocada.

## Trajectòria

### Programes de televisió
| Any            | Programa                       | Canal     | Notes                       |
| -------------- | ------------------------------ | --------- | --------------------------- |
| 1999 - 2002    | Desesperado Club Social        | Antena 3  | Presentador                 |
| 2005 - 2007    | Caiga quien caiga              | Telecinco | Reporter                    |
| 2007 - present | Pasapalabra                    | Telecinco | Presentador                 |
| 2008 - 2013    | Tú sí que vales                | Telecinco | Presentador                 |
| 2008 - 2009    | Campanades de cap d'any        | Telecinco | Presentador                 |
| 2009           | Operación Tony Manero          | Telecinco | Presentador                 |
| 2009           | Supervivientes 2009            | Telecinco | Presentador                 |
| 2011           | El Reencuentro: El debate      | Telecinco | Presentador                 |
| 2011           | Supervivientes 2011: El debate | Telecinco | Presentador                 |
| 2011           | Acorralados: El debate         | Telecinco | Presentador                 |
| 2014           | ¡Ya vienen los Reyes!          | Telecinco | Presentador                 |
| 2015           | ¡Vaya fauna!                   | Telecinco | Presentador                 |
| 2018           | Pasapalabra en familia         | Telecinco | Presentador                 |
| 2018           | Chester                        | Cuatro    | Invitat                     |
| 2018           | Mi casa es la tuya             | Telecinco | Invitat junt a Almudena Cid |
| 2021           | Alta Tensión                   | Telecinco | Presentador                 |

### Sèries de televisió
| Any         | Sèrie               | Canal     | Personatge      | Notes      |
| ----------- | ------------------- | --------- | --------------- | ---------- |
| 1996        | Médico de familia   | Telecinco | Juanma          | 1 episodi  |
| 1996 - 1997 | La casa de los líos | Antena 3  | Jacques         | 3 episodis |
| 1998        | Al salir de clase   | Telecinco | Roberto Ávila   | 4 episodis |
| 2007 - 2009 | Yo soy Bea          | Telecinco | Ell mateix      | 2 episodis |
| 2011        | Hospital Central    | Telecinco | Pare de nou nat | 1 episodi  |
| 2011        | Aída                | Telecinco | Ell mateix      | 1 episodi  |

### Altres
- Little Big Planet (2008) (videojoc / doblatge).
- «A esto le llamas amor» de Malú (2009) (videoclip / actor).
- Jugando con la muerte (2010) (curtmetratge / productor executiu).
- Assassin's Creed: Unity (2014) (videojoc / doblatge).
- «Huelo el miedo» de WarCry (2014) (videoclip / actor i director).
- Cigüeñas (2016) (pel·lícula / doblatge).

## Premis
- Premi Protagonistas en la categoria de Televisió (2010)
- Premi Antena de Oro en la categoria de Televisió (2011)
- Premi Laurel Platinum al millor periodista nacional (2014)
- Premi La Alcazaba al millor presentador de televisió (2015)
- Premi Iris en la categoria de millor presentador/a de programes (2017)
- Premi Especial en els IV Premis de Periodisme Científic Concha García Campoy (2018)